# 新芒特普萊森特 (印地安納州)
新芒特普萊森特（英語：New Mount Pleasant）是位於美國印地安納州傑伊縣的一個非建制地區。該地的面積和人口皆未知。